# Dame mit dem Hermelin

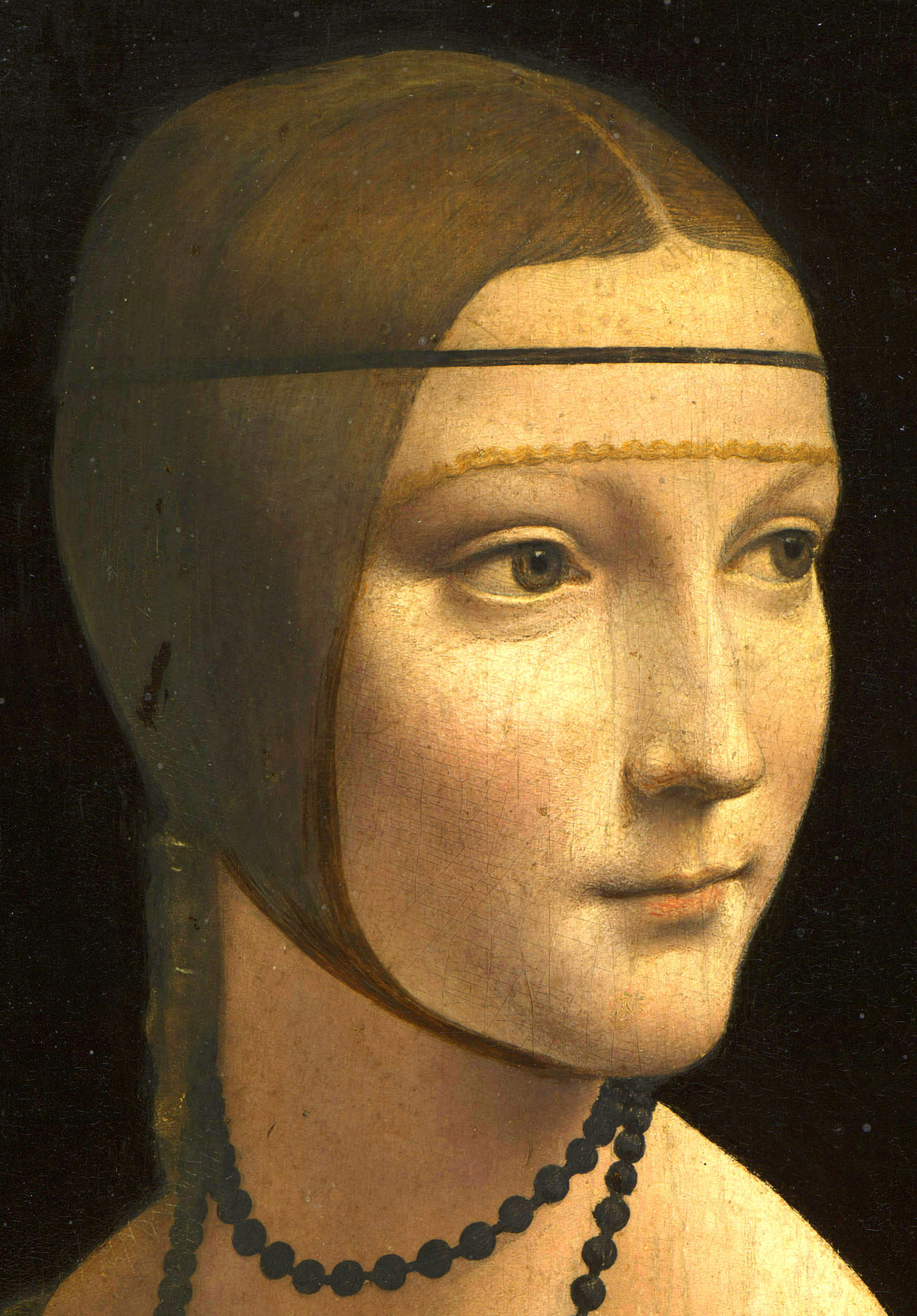
Detail

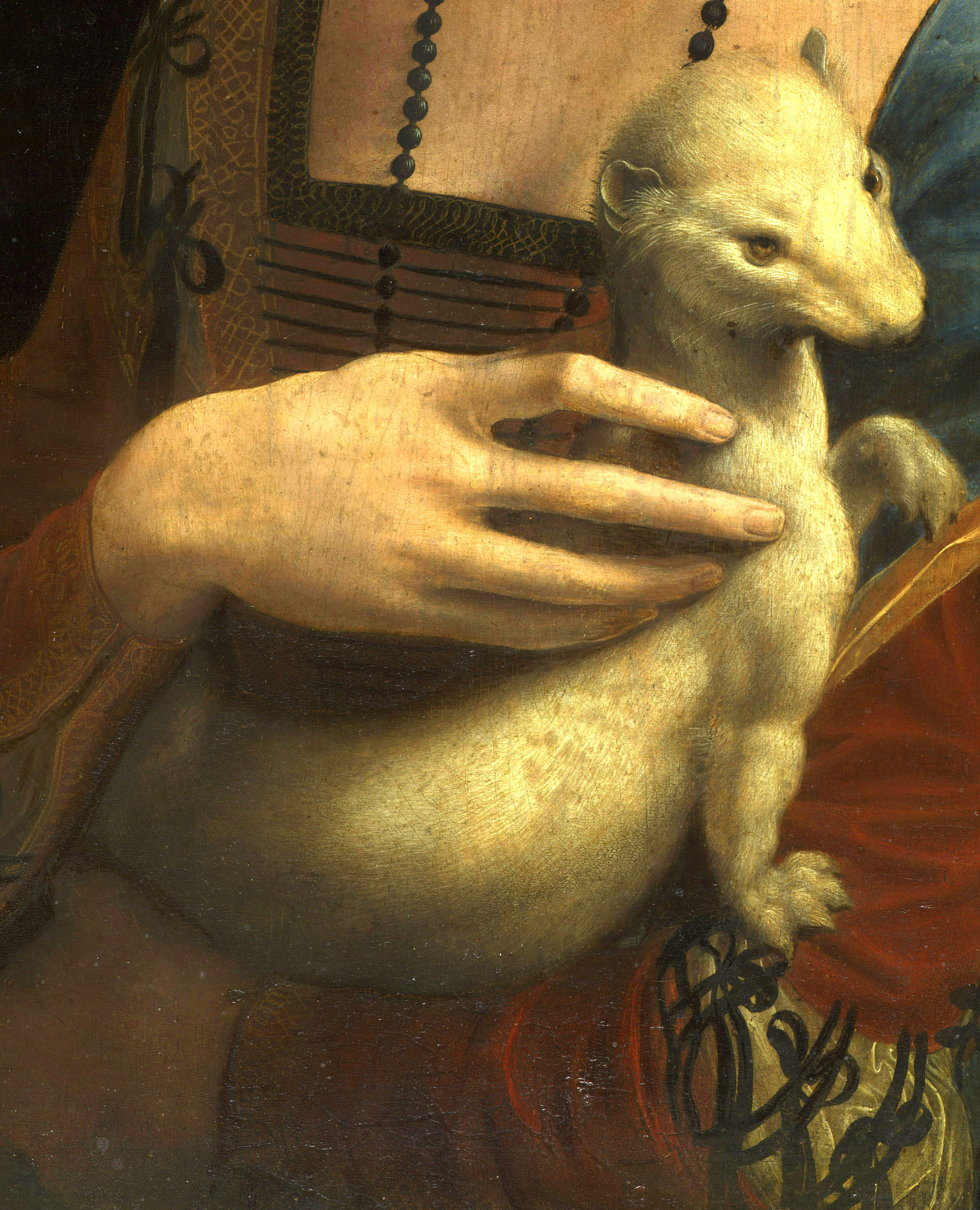
Detail

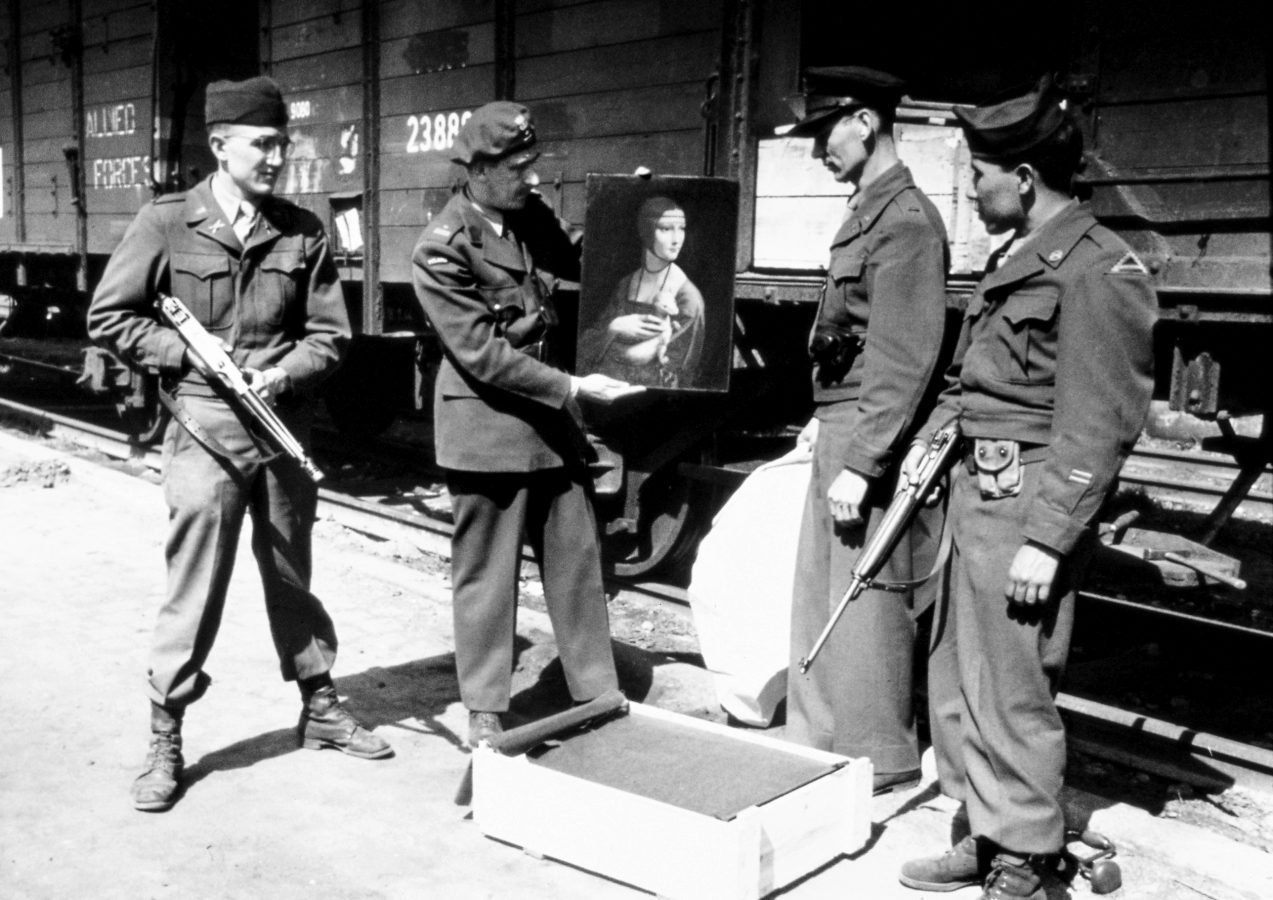
Karol Estreicher brachte das Gemälde im April 1946 zurück nach Polen.

Die Dame mit dem Hermelin ist eines der vier von Leonardo da Vinci gemalten Frauenporträts. Das Gemälde befindet sich seit 1880 in der Sammlung des Krakauer Czartoryski-Museums.

## Entstehung
Das Gemälde ist von Leonardo da Vinci in Mailand im Jahr 1489/1490 im Auftrag des Herzogs von Mailand Ludovico Sforza – genannt Il Moro – angefertigt worden. Das Bild ist 54,7 × 40,3 cm groß. Es stellt Cecilia Gallerani (1473–1536) dar, die von 1489 bis 1491 die Mätresse von Ludovico Sforza war. Die Porträtierte war damals 16 oder 17 Jahre alt. Der weiße Hermelin, den sie auf ihrem linken Arm hält, spielt auf ihre Rolle als Mätresse an, da Ludovico Sforza den Spitznamen „weißer Hermelin“ trug. Ludovico Sforza war Träger des von König Ferdinand I. von Neapel gestifteten Hermelinordens. Daneben spielt der Hermelin auf den Namen der Porträtierten Gallerani an, da Wiesel auf altgriechisch γαλέη (galée) heißt.
Solche Namensanspielungen finden sich auch bei weiteren Porträts Leonardo da Vincis. So wird das Gesicht der Ginevra de’ Benci von einem Wacholder, italienisch ginepro, umrahmt und das Lächeln der Mona Lisa, deren vollständiger Name Lisa del Giocondo (zu deutsch: Lise von Heiter) lautete, ist sprichwörtlich bekannt. Mona ist die Abkürzung für Madonna (zu deutsch: „Meine Dame“).
Das Porträt wurde in drei Phasen gemalt, wie technische Untersuchungen mit einer hochauflösenden Spektralkamera zeigen. Zunächst nur die porträtierte Dame mit anderer Handhaltung, die rechte Hand umgreift den linken Arm, und ohne Hermelin. Dann die Dame mit schmalem, grauem Hermelin im Sommerfell. Und schließlich die Dame mit wohlgenährtem weißem Hermelin im Winterfell. Die nachträgliche Hinzufügung des Hermelins hängt unter Umständen mit der Geburt ihres Sohns Cesare, geboren am 3. Mai 1491, zusammen, der der Liaison von Ludovico Sforza mit Cecilia Gallerani entsprang, da das Winter-Hermelin wegen seines weißen („reinen“) Fells auch das Schutztier der Schwangeren war.

Die vier Frauenporträts von Leonardo da Vinci
Bildnis der Ginevra de’ Benci, 1474–1478
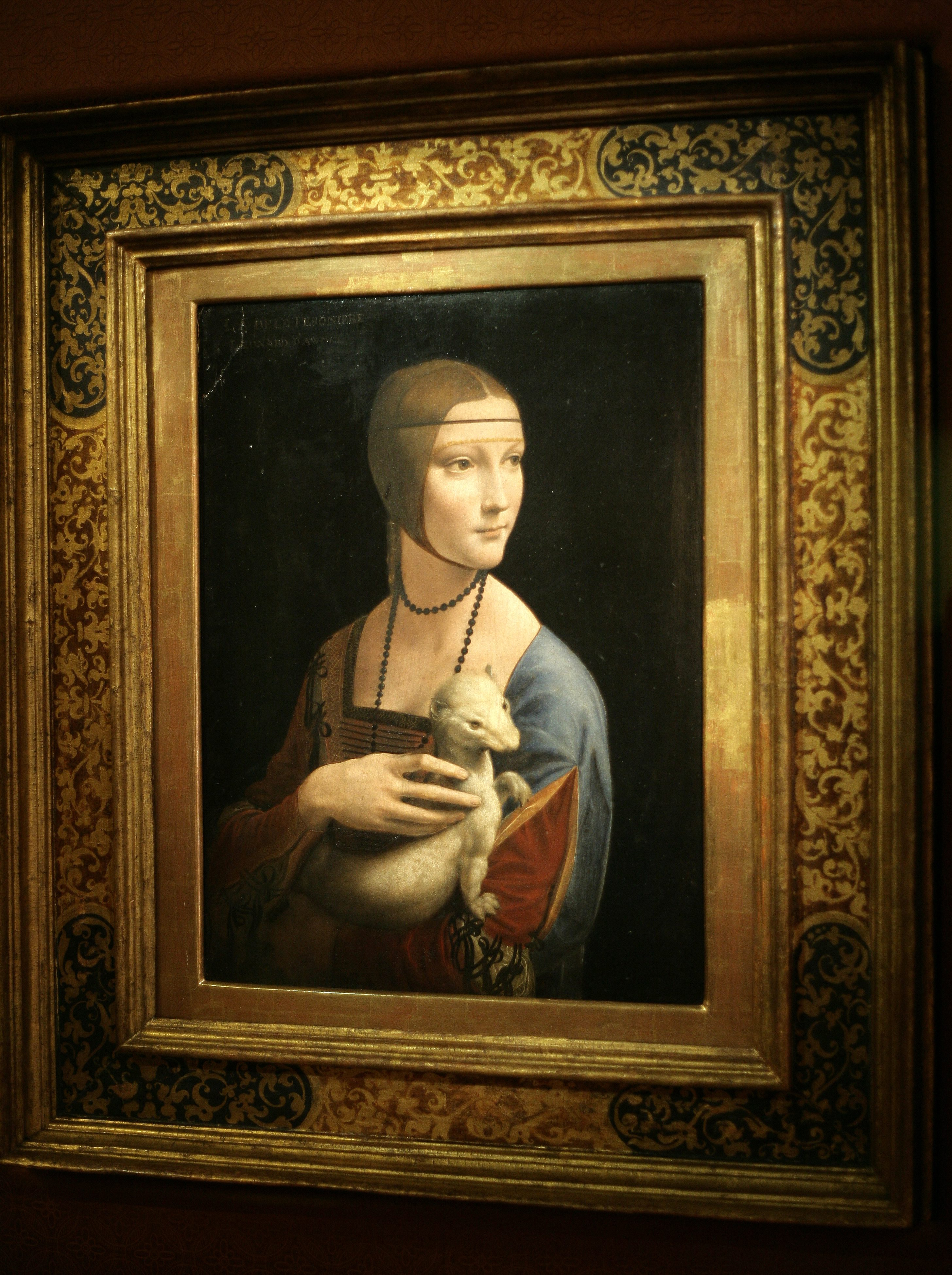
Dame mit dem Hermelin, 1489/1490
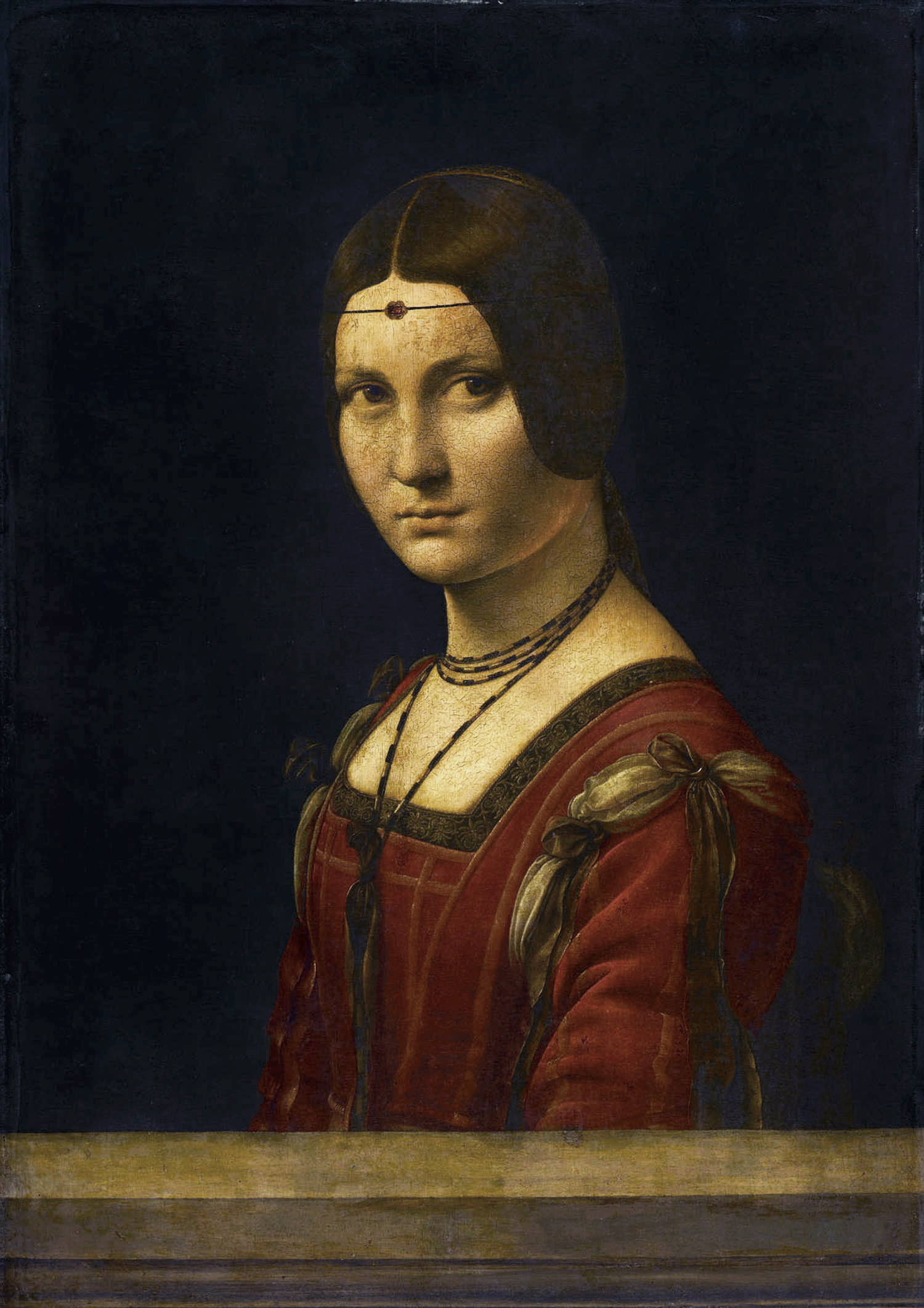
La Belle Ferronnière, 1495–1499
Mona Lisa, 1503–1506

## Beschreibung
Das Bild zeigt eine junge Frau in kostbarem Gewand. Ihr glatt gescheiteltes Haar ist mit einer durchsichtigen Haube (Cuffia) aus Gaze bedeckt, deren Goldrand knapp oberhalb der Augenbrauen zu sehen ist und deren Träger unterhalb des Kinns verlaufen. Gehalten wird die Haube von einem horizontalen schmalen Band (Lenza). Am Hinterkopf trägt sie einen kurzen Zopf. Um ihren Hals verläuft eine zweifach lang-kurz gewickelte Perlenkette aus dunkelblauen verzierten Perlen, die möglicherweise aus Ebenholz bestehen. Auf ihrem linken Arm hält sie einen weißen Hermelin im Winterfell, die rechte Hand hält sie unterhalb seines Halses.

## Geschichte
Die Geschichte des Bildes wurde erst ab dem beginnenden 20. Jahrhundert weitergehend erforscht.
Das Gemälde wurde 1800 vom Fürsten Adam Jerzy Czartoryski erworben und seiner Mutter Izabela Czartoryska geschenkt. Es wurde im „Gotischen Häuschen“ in der Czartoryski-Residenz in Puławy ausgestellt. Während des Novemberaufstands 1831 wurde es nach Paris gebracht. Um 1880 erwarb es das Czartoryski-Museum in Krakau. 1939, unmittelbar nach der Eroberung Polens, wurde es von den deutschen Behörden beschlagnahmt und ins Bodemuseum in Berlin gebracht. 1940 verlangte der Generalgouverneur Hans Frank die Rückführung nach Krakau, wo es als Wandschmuck in seiner Residenz im Wawel-Schloss diente. Bei seiner Flucht wurde es 1944 nach Deutschland mitgenommen. Nach Kriegsende fanden amerikanische Truppen das geraubte Bild in Franks Landhaus in Bayern. Im April 1946 wurde es der polnischen Adelsfamilie Czartoryski zurückgegeben.
Ende 2016 kaufte der polnische Staat „zu einem niedrigen Preis“ die bedeutende Czartoryski-Kunstsammlung, einschließlich des Gemäldes Dame mit Hermelin.

## Technische Untersuchungen
Mit einer Röntgenuntersuchung in Washington konnte erstmals 1992 bewiesen werden, dass der Hintergrund ursprünglich eine graublaue Zeichnung zeigte, die offensichtlich später übermalt wurde.
Pascal Cotte von Lumiere Technology führte 2007 dann eine Untersuchung des Bildes mit einer hochauflösenden (240 Millionen Pixel) multispektralen (13 Kanäle von Ultraviolett bis Infrarot) Kamera durch, wodurch einzelne Malschichten sichtbar gemacht werden konnten (L. A. M., Layer Amplification Method, „Schichten verstärkende Methode“). Dabei zeigte sich, dass das Porträt in drei Phasen gemalt wurde.

## Kunstgeschichtliche Bedeutung
Das Bildnis Dame mit dem Hermelin ist eines der wichtigsten Gemälde der sich in der Renaissance wandelnden Porträtkunst und zeigt einige der innovativen Techniken Leonardo da Vincis auf. Es ist sehr wahrscheinlich, dass diese Form des Porträts Vorbild für viele weitere künstlerische Darstellungen von Persönlichkeiten der damaligen Zeit war.

## Trivia
- Das Gemälde kommt im 2016 erschienen Horror-Videospiel Layers of Fear vor und schmückt neben vielen anderen Kunstwerken das Haus des Protagonisten. Während des Abstiegs in die zerbrechende Psyche des Charakters verändert sich die Dame mit dem Hermelin vor den Augen des Spielers auf abstoßende Art und Weise in das Bild Rat with the Lady, welches von Bartosz Kapron, einem der Künstler des Entwicklerstudios Bloober Team auf Grundlage der Dame erschaffen wurde.[5]
- Ebenso bildet das Gemälde das Cover des 2009 veröffentlichten Albums The Platinum Collection von Enigma. Auch in Robert Harris Roman Vaterland spielt das Bild eine wichtige Rolle.
- In „The Greatest Nobodys of History“ (2024) beschrieb Adrian Bliss in dem Kapitel „The Master‘s Ferret“ die Entstehung des Bildes aus der Sicht des portraitierten Frettchens (Hermelin).

## Bibliografie
- Frank Zöllner: Leonardo da Vinci 1452–1519. Taschen Verlag, Köln 1999, ISBN 3-8228-6363-7.
- Daniela Pizzagalli: La Dama Con L’ermellino: Vita E Passioni Di Cecilia Gallerani Nella Milano Di Ludovico Il Moro. Rizzoli Editore, Mailand 1999, ISBN 88-17-86073-5.
- Max Seydewitz, Ruth Seydewitz: Die Dame mit dem Hermelin: Der größte Kunstraub aller Zeiten. Henschel, Berlin 1963
- Keith Christiansen, Stefan Weppelmann: Gesichter der Renaissance. Hirmer Verlag, München, 2011, ISBN 978-3-88609-706-7, S. 70ff.